# Mastenahalli, Srinivaspur
Mastenahalli là một làng thuộc tehsil Srinivaspur, huyện Kolar, bang Karnataka, Ấn Độ.